# Мікаель Зайферт
Мікаель Зайферт (нім. Michael Seifert; 1924—2010) — німецький військовик, офіцер СС, військовий злочинець. Отримав прізвисько «Больцанський звір» за жорстокість, яку він проявив у транзитному таборі Больцано.

## Біографія
Зайферт народився 16 березня 1924 року в селі Ландау (сучасна Широколанівка Миколаївської області, Україна) у сім'ї корінних німців, предки яких емігрували до Російської імперії в 1700-х роках. Він був другою дитиною Макаеля Зайферта (старшого) (* 17 травня 1886 року в Ландау) та його дружини Берти (уроджена Фріц; * 9 лютого 1892 року в Розенталі). Його батько працював на пошті, але втратив роботу в 1933 році, оскільки його підозрювали у симпатії Гітлеру. Сім'я залишила Ландау і спочатку жила у тітки Зайферта в Криму. Потім сім'я переїхала до Джанкоя. У 1939 році вони повернулися в Україну і заробляли на життя, працюючи на полях у колгоспі поблизу Шенфельда (приблизно за 25 км від Ландау). Зрештою вони переїхали до Миколаєва, сподіваючись знайти там кращу роботу. Зайферт знайшов тут роботу механіком на інструментальному заводі.
У червні 1941 року Німеччина напала на Радянський Союз. Позаду фронту були негайно розгорнуті так звані айнзатцгрупи. Німці наймали допоміжних робітників — переважно з етнічних німецьких груп населення, оскільки вони були здебільшого лояльні і володіли російською мовою. Спочатку Зайферта призначили охороняти суднобудівний завод у Миколаєві. Наприкінці 1943 року його прийняли до СС із званням роттенфюрера. Спочатку він служив у Миколаєві, а в 1944 році був переведений до Каліша.
У 1944 році його призначили на службу у командуванні поліції безпеки та служби безпеки при верховному командуванні СС в Італії. Тут його розподілили до групи безпеки транзитного табору Фоссолі. З грудня 1944 року по квітень 1945 року він був наглядачем у транзитному таборі Больцано. Тут і в концтаборі Фоссолі він замучив і вбив щонайменше вісімнадцять мирних жителів, серед яких були підлітки. У багатьох випадках Сейферт діяв самостійно, вбиваючи та катуючи без особливих причин. В інших випадках він отримував накази від начальника Альбіно Колоньї. Серед ув'язнених та свідків злочинів, скоєних Зайфером був майбутній американський телеведучий Майк Бонджорно.
Наприкінці Другої світової війни Зейфер втік до Канади. У 1951 році він оселився у Ванкувері. У 1965 році одружився, мав сина. У 1969 році отримав канадський паспорт, в якому стверджувалося, що він народився в Естонії..

## Судовий процес
Мікаель Зейферт — четвертий нацистський військовий злочинець, який переслідувався італійською владою. Інші троє екс-нацистів, яких судили в Італії — Вальтер Редер, Герберт Капплер та Еріх Прібке.
Перші докази на злочини Зайферта були отримані в 1946 році та зібрані у картотеці військовим прокурором Риму. Однак провадження було закрито в 1960 році. Документи для розслідування знайдені лише в 1994 році в Римі у так званій шафі ганьби в штаб-квартирі Генеральної військової прокуратури. Виявлення доказів дозволило передати справу військовому прокурору Верони.
Слідство проти нього було відкрите в березні 1999 року. Обвинувачення розглядалося за 15 пунктами.У листопаді 2000 року він був визнаний винним в одинадцяти з п'ятнадцяти вбивств, у яких його звинуватили, і засуджений до довічного ув'язнення та відшкодування збитків, заподіяних муніципалітету Больцано.
У 2002 році він був заарештований за запитом італійської влади. Його спроби уникнути екстрадиції не увінчалися успіхом: Верховний суд Канади відмовився розглядати його скаргу. 16 лютого 2008 року він був екстрадований до Італії та переведений до військової в'язниці в Санта-Марія-Капуа-Ветере (провінція Казерта).
Зайферт визнав, що служив охоронцем в Больцано, проте категорично заперечував свою причетність до звірств. Свідки, які проходили у справі, в свою чергу, розповідали, що Зайферт до смерті морив в'язнів голодом, зґвалтував і вбив вагітну жінку, а одному з в'язнів власноруч виколов очі.
Вночі на 25 жовтня 2010 року Зайферта після падіння перевели в лікарню. За словами лікарів, у нього було зламане стегно, а крім того, йому довелося зробити екстрену операцію через перитоніт. Однак після операції пацієнт так і не оговтався і помер 6 листопада 2010 року.